# Тасарык (Туркестанская область)
Тасарык (каз. Тасарық, до 1993 года — Блинково) — село в Толебийском районе Туркестанской области Казахстана. Административный центр Тасарыкского сельского округа. Код КАТО — 515859100.

## Население
В 1999 году население села составляло 1406 человек (706 мужчин и 700 женщин). По данным переписи 2009 года, в селе проживало 1556 человек (777 мужчин и 779 женщин).